# Mixobárbaros
Mixobárbaros (em grego: μιξοβάρβαροι; romaniz.: Mixobárbaroi) ou Semibárbaros (em latim: Semibarbari) foi um termo etnográfico que, segundo Hesíquio de Alexandria, designou homens que não foram helenos nem bárbaros, mas que tinham qualidades de ambos. Suas primeiras menções foram feitas na obra de Eurípedes, Platão e Xenofonte para designar gregos não-atenienses. Na obra de Xenofonte, mais precisamente, ele relaciona o termo àqueles gregos que estavam vinculados por tratados à Atenas. Durante o Império Romano, foi aplicado para povos que habitavam as fronteiras da ecúmena e que realizavam tratados com o imperador.
No período bizantino, foi amplamente usado pelos autores dos séculos XI-XII para designar as populações do Danúbio que falavam várias línguas. Segundo Miguel Ataliates, os mixobárbaros habitavam a área junto da parte inferior do Danúbio, enquanto segundo Ana Comnena essas populações podiam falar cita e turco. O termo também foi aplicado pelos estudiosos búlgaros e bizantinos para descrever búlgaros e valacos adotaram um estilo de vida bárbaro, populações nativas que vivam ou casaram-se com pechenegues ou mesmo, no século XIV, as populações híbridas bulgaralbanitóvlacos (em grego: βουλγαραλβανιτόβλακος) que habitavam Momcila, na Macedônia.